# Henricus Cornelius Rümke

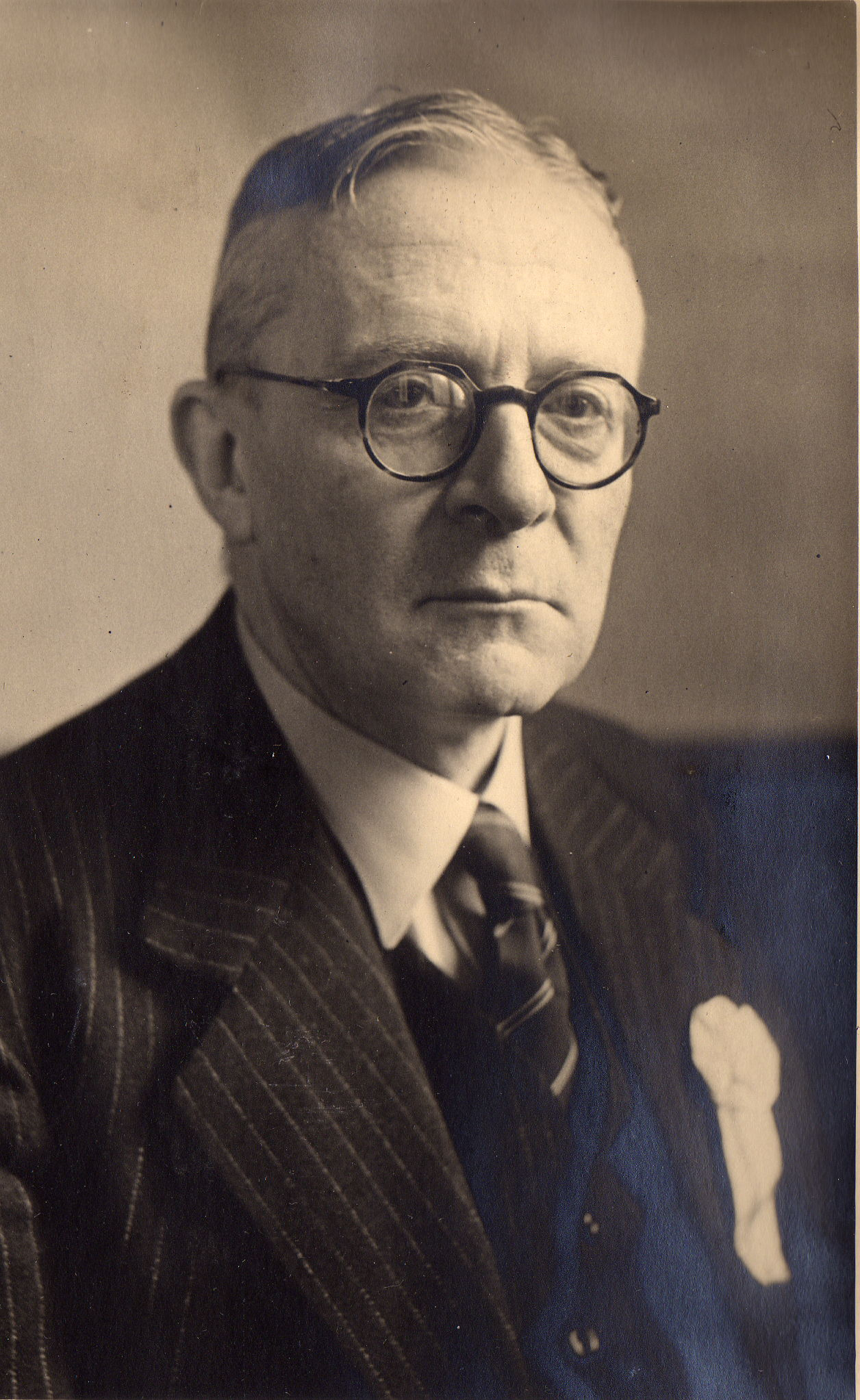
Prof. dr. H.C. Rümke

Henricus Cornelius Rümke (Leiden, 16 januari 1893 - Zürich, 22 mei 1967) was een Nederlands psychiater en hoogleraar.

## Leven en werk
Rümkes vader was huisarts en zijn keuze om in 1911 geneeskunde te gaan studeren aan de Universiteit van Amsterdam lag daarom voor de hand. Na het behalen van zijn diploma volgde hij een opleiding tot zenuwarts in de Amsterdamse Valeriuskliniek onder leiding van prof. Leendert Bouman. Hier ontmoette hij Nelly Bakker, ook arts-assistent, met wie hij in 1921 trouwde. Zij kregen twee zonen en een dochter.
Omdat Bouman toen geen promotierecht had, promoveerde Rümke op 5 juni 1923 bij prof. Cornelis Winkler, houder van de leerstoel neurologie en psychiatrie aan de Rijksuniversiteit Utrecht, op het proefschrift Phaenomenologische en klinisch-psychiatrische studie over geluksgevoel. Zijn dissertatie was de eerste behoorlijke Nederlandse publicatie over het gebruik van de fenomenologische methode in de psychiatrie en hij vestigde hiermee zijn naam internationaal.
Wederom zorgde zijn mentor Leendert Bouman, die inmiddels hoogleraar in Utrecht was, voor een belangrijke stap in Rümke's loopbaan door hem in 1933 voor te dragen als conservator van de Utrechtse psychiatrische en neurologische kliniek en bijzonder hoogleraar in de ontwikkelingspsychologie. Rümke had toen reeds drie keer naast een hoogleraarspost gegrepen, omdat hij door zijn brede interesse weigerde zich toe te leggen op een specifiek vakgebied. Na het overlijden van Bouman in 1936 werd diens leerstoel gesplitst en werd Rümke gevraagd de leerstoel psychiatrie te bekleden. Tijdens de oorlog bleef Rümke werkzaam als hoogleraar. In juli 1942 hield hij als waarnemend rector-magnificus de voordracht Wat alle faculteiten bindt. Na de oorlog wist Rümke door een beroep op de Minister van Onderwijs te voorkomen dat een voorgenomen openbare berisping door het Utrechtse College van Herstel en Zuivering (“vanwege de diensten die hij had verleend aan Duitsers en NSB’ers”) geëffectueerd werd. In de naoorlogse periode legde Rümke zich in zijn werk vooral toe op de plaatsbepaling van zijn vakgebied als gevolg van de vele ontwikkelingen in de geestelijke gezondheidszorg.
In 1953 was Rümke een jaar rector magnificus in Utrecht. Na zijn emeritaat is hij nog een jaar gasthoogleraar geweest aan de tegenwoordige Universiteit van Michigan te Ann Arbor (VS). Rümke stierf in 1967 te Zürich tijdens een lezingencyclus door Duitsland en Zwitserland.

## Betekenis en opvattingen
H.C. (Hen) Rümke heeft veel betekend voor de Nederlandse psychiatrie. Zo kreeg hij internationale erkenning door zijn verschillende leidinggevende posities binnen de World Federation for Mental Health. Daarnaast verbleef hij veel in het buitenland en vertegenwoordigde zo de Nederlandse psychiatrie aldaar.
Rümke had een niet-gangbare opvatting over ongeloof: "In tegenstelling tot wat Freud en anderen voor en na hem beweerden, meent Rümke op grond van zijn ervaringen als psychiater dat ‘het zogenaamde ongeloof veel sterker verwantschap vertoont met de neurose dan echt geloof’. "

## Rümke en de literatuur
- Naast zijn medische en wetenschappelijke loopbaan was Rümke ook actief als dichter. Hij benaderde de dichter Albert Verwey, die in 1917 poëzie van hem plaatste in het literaire tijdschrift De Beweging. In 1934 verscheen onder het pseudoniem H. Cornelius de dichtbundel De afgelegde weg.
- In opdracht van het toenmalige ministerie van Onderwijs, Kunsten en Wetenschappen schreef hij een uitgebreid essay over de roman Van de koele meren des doods van schrijver/psychiater Frederik van Eeden (1860-1932), waarvoor hij in 1964 de Henriette Roland Holst-prijs kreeg.
- Het omvangrijke wetenschappelijke werk Het wezen van de angst dat de schrijver Simon Vestdijk in 1949 voltooide, droeg hij op aan "Rümke, de leermeester". Vestdijk wilde er bij Rümke op promoveren, maar dat is nooit gebeurd. Het boek werd pas in 1968 gepubliceerd.

## Trivia
- Op 9 september 1926 was hij als sectiecommandant van het Rode Kruis in Den Haag betrokken bij de hulpverlening aan slachtoffers van het treinongeluk bij Leiden De Vink, waarbij vier doden vielen en zijn broer lichtgewond bleek.
- Zijn zoon C. Rümke was in de periode 1980-1987 hoogleraar Kinderpsychiatrie aan de Rijksuniversiteit Groningen.[4]
- In zowel Utrecht (Rümkelaan) als Hengelo (Rümkehof) is een straat naar hem vernoemd.